# Fernando Gomes da Silva
Fernando Gomes da Silva (ur. 20 lipca 1938 w Lizbonie) – portugalski rolnik i agronom, w latach 1995–1998 minister rolnictwa.

## Życiorys
Z wykształcenia inżynier rolnictwa, absolwent Instituto Superior de Agronomia. Zajął się działalnością w branży rolniczej w Vila Franca de Xira. Był też nauczycielem akademickim w macierzystym instytucie oraz badaczem w Fundação Calouste Gulbenkian. Pełnił funkcję dyrektora biura planowania w resorcie rolnictwa i rybołówstwa (1976–1978) i przewodniczącego komitetu sterującego agencji płatniczej IFADAP (1978–1980). W latach 80. wchodził w skład kierownictwa międzynarodowej organizacji rolniczej CICA.
Od 1995 do 1998 sprawował urząd ministra rolnictwa, rozwoju wsi i rybołówstwa w rządzie Antónia Guterresa. Później zawodowo związany z Instituto de Participações do Estado oraz agencją inwestycyjną API.

## Odznaczenia
- Krzyż Wielki Orderu Zasługi Przedsiębiorczej (2006)[4]